# Ewa Demarczyk (album)
Ewa Demarczyk (ros. Эва Дэмарчик) – album Ewy Demarczyk wydany w 1974 roku nakładem radzieckiej wytwórni płytowej Miełodija. Wydawnictwo zawierało premierowe utwory wokalistki oraz cztery piosenki z poprzedniego albumu nagrane w języku rosyjskim. Łączną sprzedaż albumu szacuje się na 17 milionów egzemplarzy. Utwory na język rosyjski przełożył Borys Nosik.
Reedycja albumu ukazała się w 2008 roku.

## Lista utworów
Opracowano na podstawie materiału źródłowego.
1. „Grande Valse Brillante”
2. „Tomaszów”
3. „Imię twoje”
4. „Groszki i róże”
5. „Sur le pont d’Avignon”
6. „Rebeka”
7. „Jaki śmieszny”
8. „Cyganka”
9. „Skrzypek Hercowicz”